# Gafarró de coroneta groga
El gafarró de coroneta groga (Serinus flavivertex) és un ocell de la família dels fringíl·lids (Fringillidae).

## Hàbitat i distribució
Habita zones àrides amb matolls al sud-oest d'Angola, Namíbia, sud-oest de Botwsana i Sud-àfrica.